# Centrale nucléaire de Grafenrheinfeld
Pour les articles homonymes, voir KKG.
La centrale nucléaire de Grafenrheinfeld (en allemand, Kernkraftwerk Gösgen ou KKG) est installée à 7 km au sud de Schweinfurt et à 25 km au nord de Wurtzbourg sur le Main, affluent de la rive droite du Rhin. Elle a été définitivement arrêtée le 28 juin 2015, dans le cadre de la politique gouvernementale de sortie du nucléaire,. L'exploitant E.ON, numéro un allemand de l'énergie, a estimé que « l'arrêt anticipé était incontournable dans l'intérêt des actionnaires », car son exploitation n'était plus rentable.

## Histoire
La construction de la centrale a commencé en 1974 et sa mise en service industrielle a eu lieu en 1981. Sa démolition a été entamée en 2024, en commençant par les deux tours de refroidissement dont les gravats (55 000 tonnes) serviront à combler les deux bassins de collecte situés sous ces tours.

## Caractéristiques
Il s'agit d'un réacteur à eau pressurisée (REP) conçu dans les années 1970, précurseur des Konvoï, avec une puissance électrique brute de 1 345 MW. Les deux tours de refroidissement sont hautes de 143 m.
L'exploitant de la centrale est E.ON dont le siège est à Hanovre. La centrale nucléaire a été classée deux fois « championne du monde des centrales électriques » en 1984 et en 1985 ; elle a fourni jusqu'à plus de 11 % de l'énergie de la Bavière, selon E.ON.
Un nouveau bâtiment de stockage du combustible usé a été mis en service le 1er mars 2006.

## Divers
C'est la centrale de Grafenrheinfeld qui a été retenue par Gudrun Pausewang pour son roman antinucléaire Die Wolke ("le Nuage") écrit en 1987, un best-seller qui s'est vendu à plus de 1,5 million d'exemplaires.